# Edge of Night
Edge of Night is het enige livealbum van de Britse muziekgroep Shadowland. Shadowland viel eind 1996 uit elkaar nadat een drietal muziekalbums waren verschenen. In 2009 vond een reünietournee plaats, waarvan Edge of Night de registratie is. De leider van de band, Clive Nolan, kondigde het tevens aan als een soort album met muzikale hoogtepunten. Shadowland is de voorloper van Nolans andere band, Arena; meer dan bij de studioalbums is te horen welke richting Nolans muziek toen opging. Het album werd opgenomen in Katowice, Polen; het Teatr Slaski im. Stanislawa Wyspianskiego aldaar vormde op 16 februari 2009 de plaats van handeling.

## Musici
- Clive Nolan – zang en piano
- Mike Varty – toetsinstrumenten, zang
- Karl Groom – gitaar, zang
- Mark Westwood – basgitaar, zang
- Nick Harradence – slagwerk

Het album verscheen in zowel cd- als dvd-versie en een combinatie daarvan.

## Compact disc
Alle songs door Nolan, behalve U.S.I door Nolan en Varty.

| Nr. | Titel                   | Duur |
| --- | ----------------------- | ---- |
| 1.  | A Matter of Perspective |      |
| 2.  | The Hunger              |      |
| 3.  | The Whistleblower       |      |
| 4.  | Mephisto Bridge         |      |
| 5.  | The Kruhulick Syndrome  |      |
| 6.  | The Waking Hour         |      |
| 7.  | Painting by Numbers     |      |

| Nr. | Titel                  | Duur |
| --- | ---------------------- | ---- |
| 1.  | Hall of mirros         |      |
| 2.  | The Edge of Night      |      |
| 3.  | U.S.I.                 |      |
| 4.  | The Seventh Year       |      |
| 5.  | Jigsaw                 |      |
| 6.  | Dreams of the Ferryman |      |
| 7.  | Ring of Roses          |      |

## Dvd
| Nr. | Titel                   | Duur |
| --- | ----------------------- | ---- |
| 1.  | A Matter of Perspective |      |
| 2.  | The Hunger              |      |
| 3.  | The Whistleblower       |      |
| 4.  | Mephisto Bridge         |      |
| 5.  | The Kruhulick Syndrome  |      |
| 6.  | The Waking Hour         |      |
| 7.  | Painting by Numbers     |      |
| 8.  | Hall of Mirrors         |      |
| 9.  | The Edge of Night       |      |
| 10. | U.S.I.                  |      |
| 11. | The Seventh Year        |      |
| 12. | Jigsaw                  |      |
| 13. | Dreams of the Ferryman  |      |
| 14. | Ring of Roses           |      |

Als extraatje zijn op de dvd enkele nummers geperst die gespeeld werden op 21 februari 2009 in Cultuurpodium Boerderij in Zoetermeer. Nummers: The Hunger, The Whistleblower, Mephisto Bridge, The Kruhulick Syndrome, The Waking Hour, Painting by Numbers, Hall of Mirrors, Edge of Night.